# جو د گراس
جو د گراس (انگلیسی: Joe De Grasse؛ ۴ مهٔ ۱۸۷۳ – ۲۵ مهٔ ۱۹۴۰) کارگردان اهل کانادا بود.

## بخشی از فیلم‌شناسی
- گناه اولگا برانت (۱۹۱۵)
- دختر شب (۱۹۱۵)
- پدر و پسران (۱۹۱۵)
- علامت قابیل (۱۹۱۶)
- خانه عروسک (۱۹۱۷)